# Karl von Pressentin
Karl Christian August von Pressentin (* 27. Februar 1820 in Güstrow; † 10. Januar 1905 in Schwerin) war ein preußischer Generalmajor der Infanterie.

## Leben

### Herkunft
Karl entstammte dem alten mecklenburgischen Adelsgeschlecht von Pressentin. Er war ein Sohn des mecklenburgischen Oberst und Kommandanten von Wismar Bernhard von Pressentin (1777–1854) und dessen Ehefrau Elisabeth, geborene von Lützow (1796–1845). Karl hatte noch fünf Geschwister, darunter den späteren mecklenburgischen Generalmajor Bernhard von Pressentin (1824–1895).

### Militärkarriere
Pressentin besuchte das Pageninstitut in Schwerin und trat am 1. Januar 1837 als Jäger in das Jäger-Bataillon des Mecklenburger Militärs ein. 1840 wurde er zum Sekondeleutnant im Grenadier-Garde-Bataillon befördert. Vom 1. Januar bis 31. März 1848 war er als Ordonnanzoffizier zum Großherzog von Mecklenburg-Schwerin Friedrich Franz II. kommandiert und im Oktober 1848 zum Premierleutnant im 1. Musketier-Bataillon avanciert. Mit diesem Bataillon nahm er 1848 während des Feldzuges gegen Dänemark am Gefecht bei Düppel teil. 1849 war er anlässlich der Niederschlagung der Badischen Revolution an den Gefechten bei der Neckarbrücke in Ladenburg und Großsachsen beteiligt. Unter Beförderung zum Hauptmann wurde Pressentin am 19. Dezember 1855 zum Kompaniechef ernannt. Nach den Versetzungen 1857 zum 4. Musketier- und 1861 zum 2. Musketier-Bataillon wurde er am 4. Juli 1863 zum Major befördert. Ab 25. März 1866 war Pressentin Kommandeur des III. Bataillons des Grenadier-Garde-Regiments und nahm im Deutschen Krieg am Gefecht bei Seybothenreuth teil.
1867 wurde er zum Oberstleutnant befördert und kam am 18. Oktober 1868 als Oberstleutnant mit seinem Patent und als Kommandeur des III. Bataillons Grenadier-Regiments Nr. 89 in den Verband der Preußischen Armee. Daran schloss sich am 16. Februar 1869 seine Ernennung zum Kommandeur des I. Bataillons im 2. Magdeburgischen Infanterie-Regiment Nr. 27 an. Am 14. Juli 1870 folgte seine Ernennung zum Kommandeur dieses Regiments sowie im gleichen Monat die Beförderung zum Oberst. Im Krieg gegen Frankreich nahm Pressentin 1870/71 an der Schlacht bei Beaumont teil. Hierbei führte Pressentin die Musketiere beim Sturm auf den Mont de Brune gegen die feindlichen Geschütze an. Er nahm auch der Schlacht von Sedan sowie an den Belagerungen von Toul und Paris und dem Gefecht bei Épinay teil. Seine Leistungen wurden durch die Verleihung beider Klassen des Eisernen Kreuzes sowie des Mecklenburgischen Militärverdienstkreuzes I. Klasse gewürdigt.
Am 18. Juli 1874 kommandierte man Pressentin zur Vertretung von Generalmajor Bernhard von Conta als Kommandeur der 9. Infanterie-Brigade. Unter Stellung à la suite seines Regiments wurde er am 15. September 1874 zum Brigadekommandeur in Frankfurt (Oder) ernannt und vier Tage später zum Generalmajor befördert. Am 11. März 1876 stellte man Pressentin unter Verleihung des Roten Adlerordens II. Klasse mit Eichenlaub und mit der gesetzlichen Pension zur Disposition.
In nachmaliger Anerkennung wurde ihm am 30. August 1895 durch Wilhelm II. noch der Kronenorden II. Klasse mit Stern verliehen. Pressentin starb hoch betagt in seiner Heimat Mecklenburg.

### Familie
Am 23. April 1858 vermählte sich Pressentin in Steinhausen mit Klara von Vieregge (1840–1879). Aus der Ehe gingen fünf Kinder hervor.